# Nestor Khergiani
Nestor Khergiani (n. 20 iulie 1975, Mestia⁠(d), Megrelia-Svanesia Superioară⁠(d), Georgia) este un judocan ce a reprezentat Georgia, medaliat olimpic. A participat la 3 ediții ale Jocurilor Olimpice (2000, 2004, 2008) în care a câștigat o medalie de argint.